# Schwarzenbach
Schwarzenbach é um município da Alemanha, no distrito de Neustadt an der Waldnaab, na região administrativa de Alto Palatinado, estado de Baviera.